# Liste des préfets de la Lozère
Liste des préfets de la Lozère :

## ConsulatetPremier Empire
| Période       | Période       | Identité                     | Fonction précédente                                 | Observation |
| ------------- | ------------- | ---------------------------- | --------------------------------------------------- | --- |
| 14 mars 1800  | 13 avril 1802 | Gabriel-Joseph de Jerphanion | Inspecteur des Contributions directes               | Nommé préfet de la Haute-Marne |
| 11 juin 1802  | 13 avril 1813 | Joseph-Antoine Florens       | Préfet des Alpes-Maritimes                          | (1re période : nomination du 23 germinal an X (13 avril 1802)). Pension. Sera du 4 au 10 août 1830 à nouveau préfet de la Lozère, mais à titre provisoire |
| 19 avril 1813 | 10 juin 1814  | Charles-Guillaume Gamot      | Administrateur général des contributions indirectes | Nommé préfet de l'Yonne |

## Première Restauration
| Période         | Période      | Identité                           | Fonction précédente    | Observation                           |
| --------------- | ------------ | ---------------------------------- | ---------------------- | ------------------------------------- |
| 24 juillet 1814 | 22 mars 1815 | Joseph Prosper Hippolyte de Barrin | Sous-préfet de Castres | (1re période). Révoqué aux Cent-Jours |

## Cent-Jours
| Période      | Période          | Identité                  | Fonction précédente        | Observation               |
| ------------ | ---------------- | ------------------------- | -------------------------- | ------------------------- |
| 22 mars 1815 | 1er juillet 1815 | Édouard Dunod de Charnage | Auditeur au conseil d'État | Rentre dans la vie privée |

## Seconde Restauration
| Période          | Période          | Identité                           | Fonction précédente                                  | Observation                                              |
| ---------------- | ---------------- | ---------------------------------- | ---------------------------------------------------- | -------------------------------------------------------- |
| 1er juillet 1815 | 23 juillet 1815  | François Lozeran de Fressac        | Président de l'administration centrale de la Lozère  | (1re période)                                            |
| 24 juillet 1815  | 3 février 1816   | Joseph Prosper Hyppolite de Barrin | Préfet de la Lozère pendant la Première Restauration | (2e période). Nommé préfet de la Haute-Vienne            |
| 10 février 1816  | 6 août 1817      | François Lozeran de Fressac        |                                                      | (2e période). Passe à la retraite                        |
| 6 août 1817      | 27 juillet 1821  | Joseph Moreau                      | Député d'Ille-et-Vilaine                             | Nommé préfet de la Charente                              |
| 27 juillet 1821  | 12 novembre 1828 | Thomas Bluget de Valdenuit         | Préfet de la Charente                                | Nommé préfet du Jura dessinateur et graveur de portraits |
| 12 novembre 1828 | 10 août 1830     | Comte Odon de Lestrade             | Sous-préfet de Gien                                  | Nommé préfet de la Corrèze, non acceptant ; remplacé     |

## Préfets de la monarchie de Juillet
| Période           | Période           | Identité                           | Fonction précédente            | Observation                          |
| ----------------- | ----------------- | ---------------------------------- | ------------------------------ | ------------------------------------ |
| 4 août 1830       | 10 août 1830      | Joseph-Antoine, baron Florens      | (retraite)                     | (2e période)(préfet provisoire)      |
| 10 août 1830      | 27 juillet 1832   | Mathieu Vital Gabriel              |                                | Nommé préfet du Gers                 |
| 27 juillet 1832   | 21 septembre 1834 | Baron Adrien-Sébastien de Jessaint | Sous-préfet de Saint-Denis     | Nommé préfet du Gard                 |
| 21 septembre 1834 | 20 octobre 1838   | Mathieu Fleury                     | Sous-préfet de Jonzac          | Conseiller de préfecture de la Seine |
| 20 octobre 1838   | 1er août 1841     | Alexandre Louis Mathias Delon      | Sous-préfet de Saint-Étienne   | Nommé préfet des Ardennes            |
| 1er août 1841     | 9 juillet 1843    | Bonaventure Jacques Joseph Pagès   | Préfet de la Haute-Loire       | Sera en octobre 1848 préfet du Jura  |
| 25 juillet 1843   | 2 mars 1848       | Pierre Hénaut                      | Préfet des Pyrénées-Orientales | Révoqué                              |

## Préfets et commissaires du gouvernement de la Deuxième République (1848-1851)
| Période          | Période          | Identité                                   | Fonction précédente             | Observation                                       |
| ---------------- | ---------------- | ------------------------------------------ | ------------------------------- | ------------------------------------------------- |
| 6 mars 1848      | 13 juin 1848     | François Requier                           |                                 | Nommé préfet de l'Hérault                         |
| 10 juillet 1848  | 24 janvier 1849  | Sylvain Marie                              |                                 | Sera en 1850 conseiller de préfecture de la Seine |
| 24 janvier 1849  | 21 avril 1849    | Émile Comandré                             | Préfet du Doubs                 | Nommé receveur particulier des finances à Morlaix |
| 21 avril 1849    | 11 mai 1850      | Eugène Guyot                               | receveur des finances à Morlaix | Nommé préfet de l'Eure                            |
| 11 mai 1850      | 26 novembre 1851 | Nicolas-Félix Jourdain                     |                                 | Nommé préfet de la Manche                         |
| 15 décembre 1851 | 9 mai 1852       | Jules-Amable-Benoit Rampand                | Sous-préfet de Dunkerque        | Nommé préfet de l'Aveyron                         |
| 9 mai 1852       | 2 juillet 1853   | Joseph-Félix-Amédée Belurgey de Grandville | sous-préfet de Meaux            | Nommé préfet de l'Aube                            |

## Préfets du Second Empire (1852-1870)
| Période          | Période           | Identité                         | Fonction précédente                                              | Observation                          |
| ---------------- | ----------------- | -------------------------------- | ---------------------------------------------------------------- | ------------------------------------ |
| 2 juillet 1853   | 16 février 1856   | Eugène Janvier de La Motte       | Sous-préfet de Saint-Étienne                                     | Nommé préfet de l'Eure               |
| 1er mars 1856    | 5 juin 1860       | Marquis Prosper de Fleury        | Officier de cavalerie, membre du comité consultatif des colonies | Nommé préfet du Var                  |
| 5 juin 1860      | 29 avril 1861     | Arthur Tourangin                 | Secrétaire général de la Loire                                   | Nommé préfet du Tarn                 |
| 21 mai 1861      | 11 mars 1864      | Charles de Lespinasse de Pébeyre | Secrétaire général de la Seine-Inférieure                        | Nommé préfet du Lot                  |
| 11 mars 1864     | 25 novembre 1868  | Charles Menche de Loisne         | Secrétaire général de la Gironde                                 | Nommé préfet du Tarn                 |
| 25 novembre 1868 | 4 août 1869       | Antoine Nicolas Gustave Tézenas  | Préfet du Tarn                                                   | Nommé préfet de la Haute-Marne       |
| 4 août 1869      | 31 janvier 1870   | Théophile Coupier de La Valette  | Sous-préfet de Toulon                                            | Nommé préfet des Pyrénées-Orientales |
| 21 février 1870  | 20 septembre 1870 | Charles-Auguste de Thézillat     | Sous-préfet d'Alès                                               | Passe à la retraite                  |

## Préfets de la Troisième République (1870-1940)
| Période           | Période           | Identité                               | Fonction précédente                                                                                 | Observation |
| ----------------- | ----------------- | -------------------------------------- | --------------------------------------------------------------------------------------------------- | --- |
| 20 septembre 1870 | 26 mars 1871      | Francisque Truchard-Dumolin            | Avocat à la cour d'appel de Lyon                                                                    | (Nommé préfet de l'Orne, nomination pas officialisée) |
| 26 mars 1871      | 21 juillet 1871   | Jean-Camille-Adolphe Esmenard du Mazet | Préfet de l'Oise (arrêté le 7 mars 1871 sur ordre du baron Schwartz-Koppen, préfet royal de l'Oise) | Mort en fonction |
| 7 août 1871       | 1er juin 1873     | Comte Antoine de Rochefort             | Secrétaire général de la Loire                                                                      | Nommé préfet des Côtes-du-Nord |
| 4 juin 1873       | 28 août 1874      | François-Antoine-Alphonse Vivaux       | Sous-préfet de Bayonne (préfet de la Corse, non installé)                                           | Nommé préfet de la Dordogne |
| 28 août 1874      | 13 avril 1876     | Émile Lorois                           | Préfet de la Dordogne                                                                               | Nommé préfet de la Creuse |
| 13 avril 1876     | 18 décembre 1877  | Vicomte Frédéric Armand d'Etchégoyen   | Préfet des Landes                                                                                   | Officier des zouaves pontificaux |
| 18 décembre 1877  | 3 septembre 1879  | Félix Granet                           | Secrétaire général de l'Hérault                                                                     | Nommé préfet de la Vienne |
| 3 septembre 1879  | 30 mars 1881      | Louis Jourdan                          | Secrétaire général de la Loire                                                                      | avocat, journaliste et maire de Mende (1884-1888) Député de Florac (1886-1905) |
| 30 mars 1881      | 6 novembre 1881   | Jules Louis Dufresne                   | Secrétaire général de la Gironde                                                                    | Nommé préfet de la Haute-Marne |
| 6 novembre 1881   | 4 avril 1883      | Edmond Lebœuf                          | Sous-préfet de Saintes                                                                              | Nommé préfet de la Haute-Vienne |
| 4 avril 1883      | 28 novembre 1885  | François Mordon                        | Secrétaire général de la Gironde                                                                    | Nommé préfet des Pyrénées-Orientales |
| 28 novembre 1885  | 24 mai 1889       | Marcel Bonnefoy-Sibour                 | Secrétaire général des Alpes-Maritimes                                                              | Nommé préfet de la Corse |
| 24 mai 1889       | 26 mars 1892      | Albert Jossier                         | Sous-préfet de Pontoise                                                                             | Nommé préfet du Tarn |
| 26 mars 1892      | 31 décembre 1892  | René Pichon                            | Administrateur du Territoire de Belfort                                                             | Nommé préfet de la Haute-Saône |
| 31 décembre 1892  | 31 juillet 1894   | Jules Dupuy                            | Secrétaire général de la Loire-Inférieure                                                           | Nommé préfet de la Mayenne |
| 31 juillet 1894   | 18 mars 1895      | Camille Planacassagne                  | Sous-préfet de Saint-Nazaire                                                                        | Nommé préfet de la Corrèze |
| 18 mars 1895      | 13 septembre 1897 | Alfred Marie                           | Sous-préfet du Havre                                                                                | Nommé préfet du Morbihan |
| 13 septembre 1897 | 18 octobre 1898   | François Romain Pascal                 | Préfet des Landes                                                                                   | Nommé préfet du Cher |
| 18 octobre 1898   | 16 juillet 1901   | Jules Belleudy                         | Sous-préfet de Béziers                                                                              | Nommé préfet de l'Ardèche |
| 16 juillet 1901   | 9 septembre 1902  | Georges Meunier                        | Sous-préfet de Compiègne                                                                            | Nommé préfet des Landes |
| 9 septembre 1902  | 5 septembre 1904  | Léon Pommeray                          | Député de la Charente-Inférieure                                                                    | Nommé préfet du Gers |
| 5 septembre 1904  | 16 février 1906   | Charles Lallemand                      | Sous-préfet d'Alès                                                                                  | Nommé préfet du Gers |
| 16 février 1906   | 3 novembre 1906   | David Dautresme                        | Secrétaire général des Bouches-du-Rhône (préfet du Gers, non installé)                              | Nommé préfet des Pyrénées-Orientales |
| 3 novembre 1906   | 24 septembre 1908 | Gaston Poux-Laville                    | Sous-préfet du Havre                                                                                | Nommé préfet des Ardennes |
| 24 septembre 1908 | 3 octobre 1910    | Gaston Bordenave                       | Secrétaire général des Bouches-du-Rhône                                                             | Nommé préfet des Basses-Alpes |
| 3 octobre 1910    | 4 janvier 1912    | Alfred Lasserre                        | Sous-préfet de Saumur                                                                               | Nommé préfet d'Alger |
| 4 janvier 1912    | 7 juillet 1914    | Charles-Émile Pugeault                 | Sous-préfet de Compiègne                                                                            | Nommé préfet de l'Indre |
| 7 juillet 1914    | 19 mars 1918      | Victor Gilotte                         | Sous-préfet de Lisieux                                                                              | Nommé préfet de la Drôme |
| 9 avril 1918      | 6 février 1919    | Georges Goublet                        | Administrateur du Territoire de Belfort                                                             | maintenu aux armées, préfet intérim dès 9 avril 1918 : Georges Garipuy) Nommé Secrétaire général du gouvernement général de l'Algérie, non installé puis nommé préfet de l'Ardèche |
| 10 février 1919   | 10 avril 1920     | Georges Garipuy                        | Préfet interim de la Lozère Sous-préfet de Villefranche-sur-Saône                                   | Nommé préfet d'Eure-et-Loir |
| 10 avril 1920     | 10 janvier 1922   | Léon Vittini                           | Sous-préfet de Saint-Quentin, blessé, emprisonné, évacué, déporté, puis sous-préfet de Vervins      | En service détach;e et appelé à d'autres fonctions |
| 10 janvier 1922   | 7 mai 1927        | Humbert de Lavenay                     | Sous-préfet de Dunkerque                                                                            | Passe à la retraite |
| 15 juin 1929      | 9 février 1929    | José Delfau                            | Sous-préfet d'Alès                                                                                  | À la retraite, devient administrateur de la banque d'A.O.F. |
| 9 février 1929    | non installé      | Jacques Charles Chevreux               | directeur des services de sécurité du Maroc                                                         | Nomination pour ordre, maintenu directeur des services de sécurité du Maroc |
| 19 février 1929   | 28 mai 1929       | Jules Scamaroni                        | Directeur de cabinet du ministre de l'agriculture Jean Hennessy                                     | Nommé préfet de la Charente |
| 28 mai 1929       | 24 avril 1931     | Jean Fagedet                           | Secrétaire général de la Haute-Garonne                                                              | Nommé préfet des Ardennes |
| 24 avril 1931     | 19 novembre 1931  | Marcel Lalmand                         | Sous-préfet du Havre                                                                                | Nommé trésorier-payeur généralde l'Indre |
| 28 novembre 1931  | 19 mai 1934       | Paul Burnouf                           | Sous-préfet de Brest                                                                                | Nommé préfet de la Mayenne |
| 19 mai 1934       | 22 mai 1937       | Jean Roussillon                        | rattaché à la préfecture de la Seine                                                                | Mis à la disposition du préfet de la Seine Nommé Secrétaire général du Crédit municipal                                                                                            |
| 22 mai 1937       | 6 juin 1939       | Robert Bizardel                        | Sous-préfet d'Epernay                                                                               | Nommé préfet du Tarn |
| 6 juin 1939       | …                 | Charles Daupeyroux                     | Sectétaire général de Seine-et-Oise                                                                 | (Reste en fonction sous Vichy) |

## Préfets de Vichy (1940-1944)
| Période          | Période          | Identité           | Fonction précédente            | Observation                                                                           |
| ---------------- | ---------------- | ------------------ | ------------------------------ | ------------------------------------------------------------------------------------- |
| …                | 14 novembre 1941 | Charles Daupeyroux | (Déjà en fonction avant Vichy) | Nommé préfet de l'Yonne                                                               |
| 14 novembre 1941 | 28 août 1944     | Roger Dutruch      | Préfet des Basses-Alpes        | Suspendu de ses fonctions (fusillé par jugement devant la cour martiale de la Lozère) |

## Préfets et commissaires de la République duGPRFet de la Quatrième République (1944-1958)
| Période           | Période           | Identité            | Fonction précédente                                         | Observation                                                |
| ----------------- | ----------------- | ------------------- | ----------------------------------------------------------- | ---------------------------------------------------------- |
| 21 août 1944      | 24 septembre 1946 | Henri Cordesse      | Instituteur public (au syndicat national des instituteurs)  | Nommé inspecteur de l'enseignement primaire                |
| 24 septembre 1946 | 30 juillet 1947   | Maurice Rolland     | Préfet du Cantal                                            | Nommé préfet de la Nièvre                                  |
| 30 juillet 1947   | 26 juillet 1950   | Christian Laigret   | Gouverneur du Moyen-Congo                                   | Nommé préfet de la Martinique                              |
| 26 juillet 1950   | 7 décembre 1951   | Jean-Pierre Abeille | Sous-préfet de Meaux                                        | Nommé préfet de la Savoie                                  |
| 7 décembre 1951   | 10 juillet 1954   | Georges Brottes     | Sous-préfet du Havre                                        | Nommé préfet du Lot                                        |
| 10 juillet 1954   | 11 mai 1955       | Maurice Causeret    | Chef de cabinet du ministre de l'intérieur Martinaud-Déplat | Nommé directeur de cabinet du préfet de police             |
| 11 mai 1955       | 6 décembre 1955   | Albert François Byr | Sous-préfet de Tizi Ouzou                                   | Nommé chef du service intérieur au ministère de l'Inérieur |
| 6 décembre 1955   | …                 | Louis-Germain Séguy | chef des services techniques à l'administration centrale    | (Reste à la 5e République)                                 |

## Préfets de la Cinquième République (1958-)
| Période           | Période           | Identité             | Fonction précédente | Observation |
| ----------------- | ----------------- | -------------------- | --- | --- |
| -                 | 1960              | Louis-Germain Séguy  | (Continue après la 4e République) | Congé spécial |
| 4 avril 1960      | 19 septembre 1964 | Georges Combes       | Sous-préfet de Dieppe | Congé spécial |
| 19 septembre 1964 | 28 décembre 1966  | René Dijoud          | Secrétaire général du Pas-de-Calais | Nommé préfet de la Haute-Marne |
| 28 décembre 1966  | 3 août 1968       | Raymond Rudler       | Conseiller technique au cabinet du ministre d'État chargé de la réforme administrative Louis Joxe | Nommé préfet du Cher |
| 3 août 1968       | 31 décembre 1971  | Claudius Brosse      | Chargé de mission au cabinet de Georges Pompidou | Nommé préfet de la Drôme |
| 31 décembre 1971  | 31 mai 1976       | Jean Chaussade       | Sous-préfet de Meaux | En service détaché à la disposition du secrétaire d'État aux DOMTOM                                                                     |
| 31 mai 1976       | 13 juillet 1979   | Félix Henry          | Sous-préfet d'Aix-en-Provence | Nommé Commissaire du gouvernement près la compagnie fermière de l'État à Vichy                                                          |
| 13 juillet 1979   | 5 août 1981       | Henry Guyon          | secrétaire général du Calvados | Nommé préfet de la Mayenne |
| 5 août 1981       | 22 juin 1983      | Jean Chassagne       | Préfet des Alpes de Haute-Provence | Congé spécial |
| 22 juin 1983      | 31 juillet 1985   | Maurice Joubert      | Sous-préfet de Valenciennes | Nommé préfet de la Mayenne |
| 31 juillet 1985   | 14 octobre 1987   | Michel Brizard       | sous-directeur au ministère de l'intérieur et de la décentralisation | Nommé préfet de Loir-et-Cher |
| 14 octobre 1987   | 26 juillet 1989   | Hubert Perrot        | Directeur de l’administration à la préfecture de Paris | Préfet hors cadre, Délégué à l’action extérieure des collectivités locales au ministère des Affaires étrangères                         |
| 26 juillet 1989   | 3 janvier 1992    | Jean Aribaud         | sous-directeur au ministère de l'intérieur | Nommé préfet de l'Yonne |
| 3 janvier 1992    | 6 mai 1993        | Michel Pélissier     | Sous-préfet de Chalon-sur-Saône | Nommé préfet de Tarn-et-Garonne |
| 6 mai 1993        | 24 janvier 1996   | Charles Meunier      | sous-préfet de Béziers | Préfet hors cadre, inspecteur général en service extraordinaire à l'inspection générale de l'administration                             |
| 27 janvier 1996   | 21 juin 2000      | Alain Weil           | Préfet de Mayotte | Nommé préfet hors cadre |
| 21 juin 2000      | 31 juillet 2002   | Jean-Louis Fargeas   | chargé de mission pour les affaires régionales auprès du Ministre de l'Intérieur | Nommé préfet de l'Yonne |
| 1er août 2002     | 15 décembre 2004  | Gérard Lemaire       | délégué général de l'association des régions de France | Nommé préfet de la Mayenne |
| 16 décembre 2004  | 11 novembre 2007  | Paul Mourier         | Directeur Général des Services du conseil général de Charente | Nommé préfet du Cantal |
| 29 octobre 2007   | 13 juillet 2009   | Françoise Debaisieux | directrice régionale et départementale des affaires sanitaires et sociales de Champagne-Ardenne et de la direction départementale des affaires sanitaires et sociales de la Marne                                        | Nommé préfète des Hautes-Pyrénées, révoquée en juillet 2010 pour vols et détournements de biens préfectoraux, condamné en décembre 2011 |
| 15 juillet 2009   | 14 septembre 2011 | Dominique Lacroix    | Préfet délégué de Saint-Barthélemy et Saint-Martin | Nommé préfet de l'Ardèche |
| 14 septembre 2011 | 8 juillet 2013    | Philippe Vignes      | préfet délégué pour la sécurité de la zone de défense Est | Nommé préfet de la Mayenne |
| 20 juin 2013      | 8 avril 2015      | Guillaume Lambert    | chef de cabinet de la présidence de la République sous le mandat de Nicolas Sarkozy | Révoqué, placé hors cadre |
| 9 avril 2015      | 25 octobre 2017   | Hervé Malherbe       | Sous-préfet de Sarcelles | |
| 25 octobre 2017   | 15 janvier 2020   | Christine Wils-Morel | Cheffe de service, adjointe à la directrice de l’accueil, de l’accompagnement des étrangers et de la nationalité à la direction générale des étrangers en France à l’administration centrale du ministère de l’Intérieur | Sera appelée à de nouvelles fonctions.                                                                                                  |
| 15 janvier 2020   | 9 mars 2022       | Valérie Hatsch       | Préfète déléguée pour la défense et la sécurité auprès de la préfète de la région Nouvelle-Aquitaine, préfète de la zone de défense et de sécurité Sud-Ouest, préfète de la Gironde.                                     | Nommée préfète de l'Allier. |
| 9 mars 2022       | 6 novembre 2024   | Philippe Castanet    | Directeur des finances, de la commande publique et de la performance au secrétariat général pour l’administration de la préfecture de police.                                                                            | |
| 6 novembre 2024   | En cours          | Gilles Quénéhervé    | Sous-préfet du Havre | |